# Otar Dowschenko
Otar Dowschenko (ukrainisch Отар Довженко; wiss. Transliteration Otar Dovženko; * 1. Mai 1981 in Saporischschja) ist ein ukrainischer Journalist, Blogger und Autor.

## Leben
Dowschenko wuchs in Dnipropetrowsk auf und studierte dort Journalismus. Er wurde als Redakteur des Magazins Telekrytyka und als Blogger in der Ukraine bekannt. Seit 2001 lebt er im westukrainischen Lwiw. Im Jahr 2006 veröffentlichte er sein erstes Buch (Kvitoslava), das 2011 unter dem Titel Weil heute Samstag ist im Tzuica-Verlag auf Deutsch erschien. Zurzeit bloggt er für die „Ukrajinska Prawda“.

## Werk
Kvitoslava (2006; auf Deutsch erschienen unter dem Titel Weil heute Samstag ist, Tzuica-Verlag, 2011)
Popliteratur und Internetkommunikation sind die wesentlichen stilistischen Einflüsse auf die Erzählungen Otar Dovzhenkos. Lakonisch und gleichzeitig mit feinem Humor macht Otar Dovzhenko in diesem Erzählband Außenseiter und Provinzler zu seinen Helden. Mit ihnen erlebt der Leser Alltag und Perspektivlosigkeit der ukrainischen Übergangsgesellschaft.